# István Bernula
István Bertold Bernula (Boedapest, 18 juni 1978) is een Hongaars autocoureur.

## Carrière
Bernula begon zijn autosportcarrière in 2014 in de Europese Suzuki Swift Cup. Met één overwinning en vijf andere podiumplaatsen eindigde hij zijn debuutseizoen op de tweede plaats in het kampioenschap. In 2015 kwam hij hier opnieuw uit, terwijl hij ook meedeed aan de Hongaarse versie van de klasse, en won beide kampioenschappen. In 2016 bleef hij in beide klasses rijden en debuteerde eveneens in de Europese Lotus Cup. Hij eindigde tweede in de Europese Suzuki Swift Cup, derde in de Hongaarse Suzuki Swift Cup en negende in de Europese Lotus Cup.
In 2017 maakte Bernula de overstap naar het ADAC TCR Germany Touring Car Championship, waarin hij in een Kia Cee'd TCR uitkwam voor het Botka Rally Team. Daarnaast maakte hij dat jaar ook zijn debuut in de TCR International Series voor hetzelfde team tijdens zijn thuisrace op de Hungaroring. Vanwege problemen startte hij niet in de eerste race, maar in de tweede race eindigde hij op de zestiende plaats.